# Niphoparmena persimilis
Niphoparmena persimilis är en skalbaggsart som först beskrevs av Stefan von Breuning 1939.  Niphoparmena persimilis ingår i släktet Niphoparmena och familjen långhorningar. Inga underarter finns listade i Catalogue of Life.